# Mercedes-Benz W 105/W 128/W 180
Așa-numitele modele  “Mercedes Ponton Mare”, 220a,219,220 S si 220SE, cu motoare de 6 cilindri, reprezentau, intre anii 1954 si 1960, modelele de top din clasa mijlocie a companiei Mercedes-Benz. Acestea erau, prin cilindree si dimensiuni, urmașii modelului Mercedes 220 (W187). Modelele Ponton Mare s-au fabricat în paralel cu modelele Ponton Mic W 120/W 121, cu motoare în 4 cilindri.
Denumirile interne erau W180 I (220a), W105 (219), W180 II (220 S) si W128 (220 SE).
Odată cu modelele de 4 cilindri, Daimler-Benz a introdus, începând cu Martie 1954, caroseriile autoportante, renunțând astfel la caroseria separată de șasiu. Modelul Mercedes 300, construit până în anul 1962, a fost ultimul model Mercedes care a avut șasiul separat de caroserie.

## Limuzina Mercedes-Benz 220a ( W180 I )
În timp ce modelele cu 4 cilindri au  apărut deja în anul 1953, clienții interesați de motoare cu 6 cilindri au fost nevoiți să se mulțumească, până la începutul anului 1954, cu modelul 220 (W187), care avea designul specific mașinilor antebelice. La salonul auto de la Geneva, din Martie 1954, a debutat modelul 220 a, care a fost construit pe aceeași platformă cu modelele de 4 cilindri, deși avea capota mai lungă cu 10 cm și ampatamentul mai lung cu 7 cm. Portbagajul avea aceeași dimensiune ca a modelelor W120/W121, cu motoare de 4 cilindri.
Motorul  M180 II avea doar modificări minore față de modelul anterior, fiind un motor de 6 cilindri, cu cilindree de 2,2 litri, arbore cotit cu 4 rulmenți și carburator. Puterea motorului este de 59 kW ( 80 CP ) și asigura automobilului de 1280 kg o accelerare de la 0 la 100 km/h în 16 secunde. Viteza maximă este de 148 km/h. Instalația electrică a fost modificată, față de modelul anterior, ca să funcționeze la 12 Volți, iar, la modelele de 4 cilindri, puntea spate era formată dintr-o osie pendulară, cu o singură articulație.
Între iunie 1954 și aprilie 1956, Daimler-Benz a construit 25937 automobile.

## Limuzina Mercedes-Benz  219 ( W105 )
Modelul 219 a fost construit, împreună cu modelul 220 S ( W180 II ), între anii 1956 și 1959. Ca preț a fost poziționat între modelul 190 care costa 1050 mărci și modelul 220S care costa 2000 de mărci. Acest rol i-a revenit și modelului 230 ( W110), fabricat între 1965 și 1968.
Modelul 219 avea motorul și partea frontală de la modelul 220a, iar de la stâlpii parbrizului este identic cu modelul 190 ( W120 ).  Datorită stâlpului mic  în partea din spate, nu a fost la fel de vândut ca modelul 220 S, care a fost vândut de două ori mai mult. Colecționarii căutau, în ziua de azi, în special modelul W105, datorită numărului mic de modele produse.  În decembrie 2005, mai existau în Germania 89 de mașini înmatriculate, lăsând la o parte cele din colecții.
Motorul M180 II din modelul 220a a fost modificat în anul 1957, ajungând la o putere de 66 kW (  90 CP ), datorită unei compresii mai mari. Acest motor reușea să accelereze mașina de 1290 de kg, de la 0 la 100 de km/h, în 16 secunde. Viteza maximă era de 148 km/h.
O noutate remarcabilă a fost ambreiajul hidraulic, automat, “Hydrak”, care putea fi montat pentru 450 DM, începând cu anul 1957. Sistemul a fost dezvoltat de Fichtel & Sachs împreună cu Daimler-Benz, și este compus dintr-un ambreiaj hidraulic folosit pentru demaraj, și un ambreiaj mecanic pentru schimbarea treptelor de viteză. Ambreiajul mecanic, acționat de sistemul de vacuum al motorului, era declanșat de un semnal electric, provenit de la atingerea manetei de viteze. Sistemul “Hydrak” nu putea fi montat pe modelele cu 4 cilindri.
Între 1956 și 1959 au fost produse 27.845 mașini, din care 16.000 pentru export. Prețul modelului 219 a fost de 10.500 DM, pe tot parcursul producției.

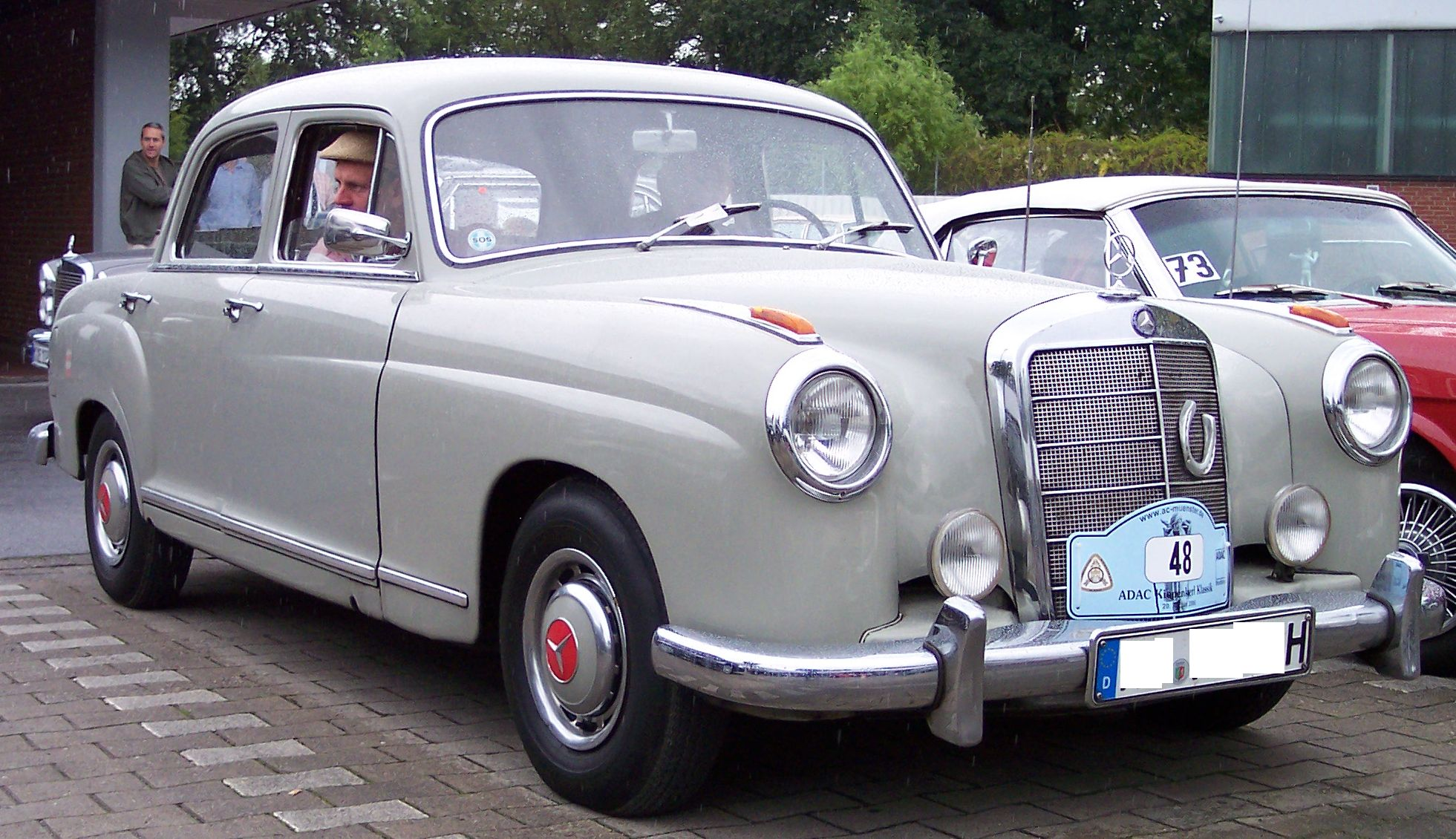
Mercedes 219 (W 105)
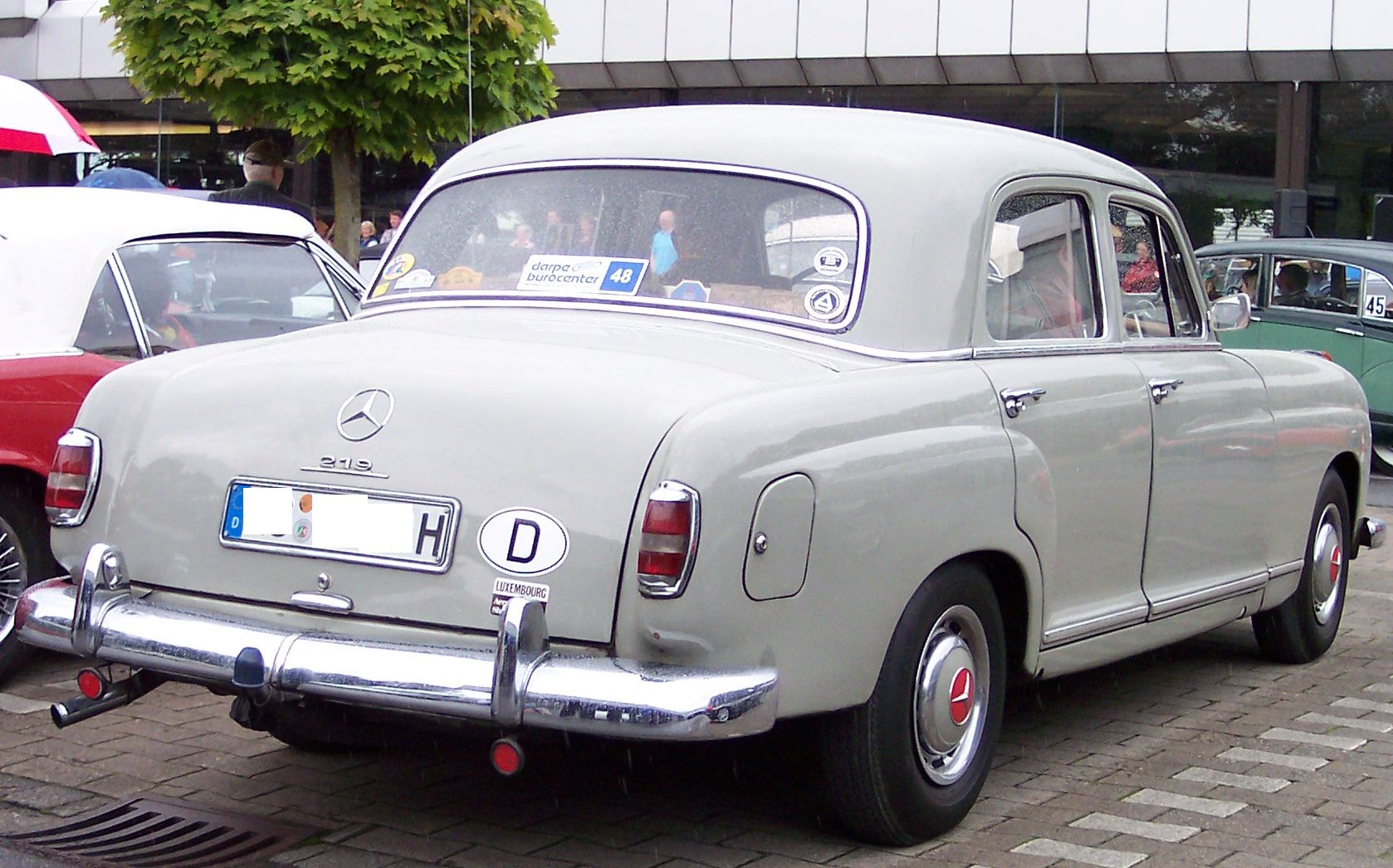
Mercedes 219 (W 105)
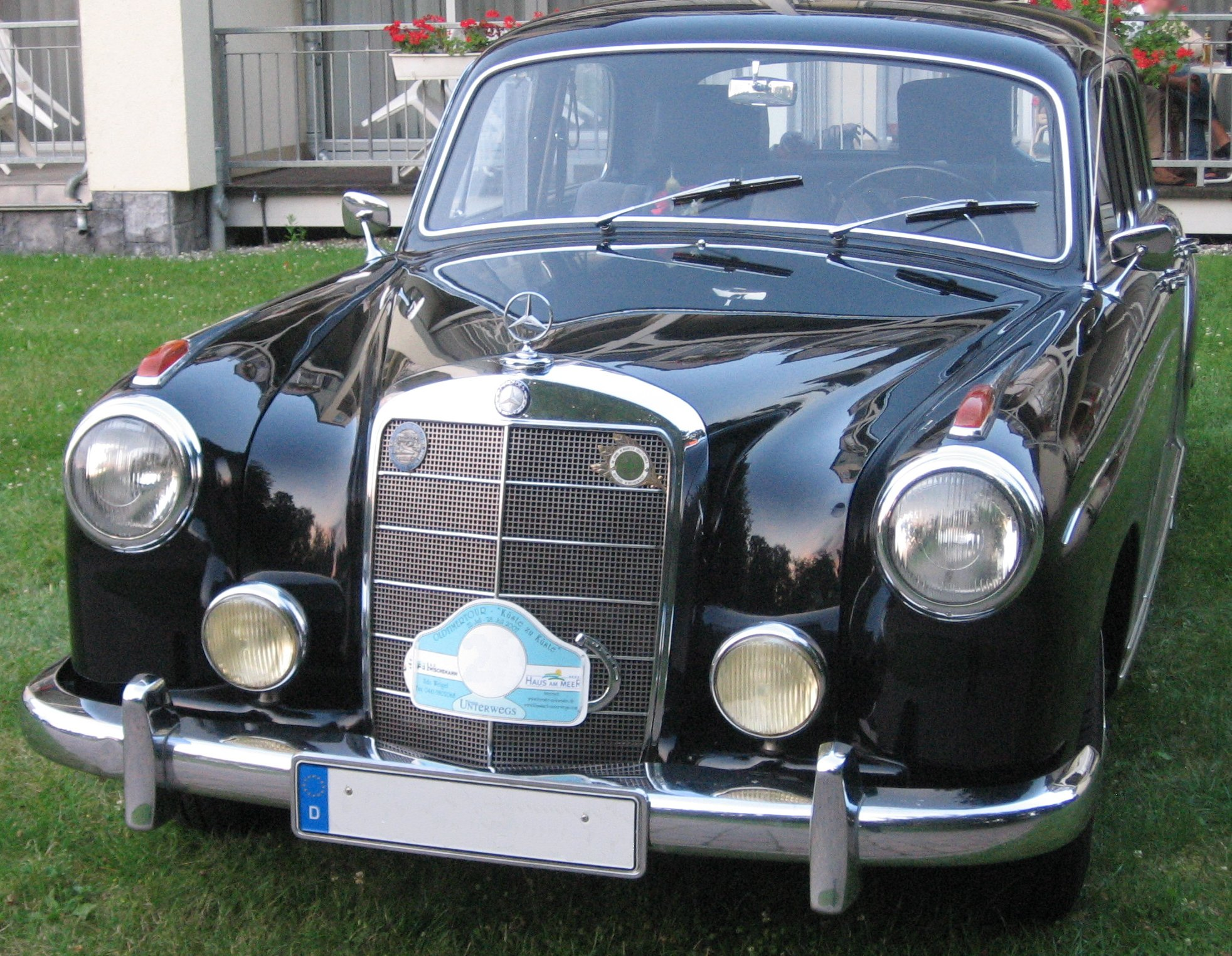
Mercedes 219 (W 105)
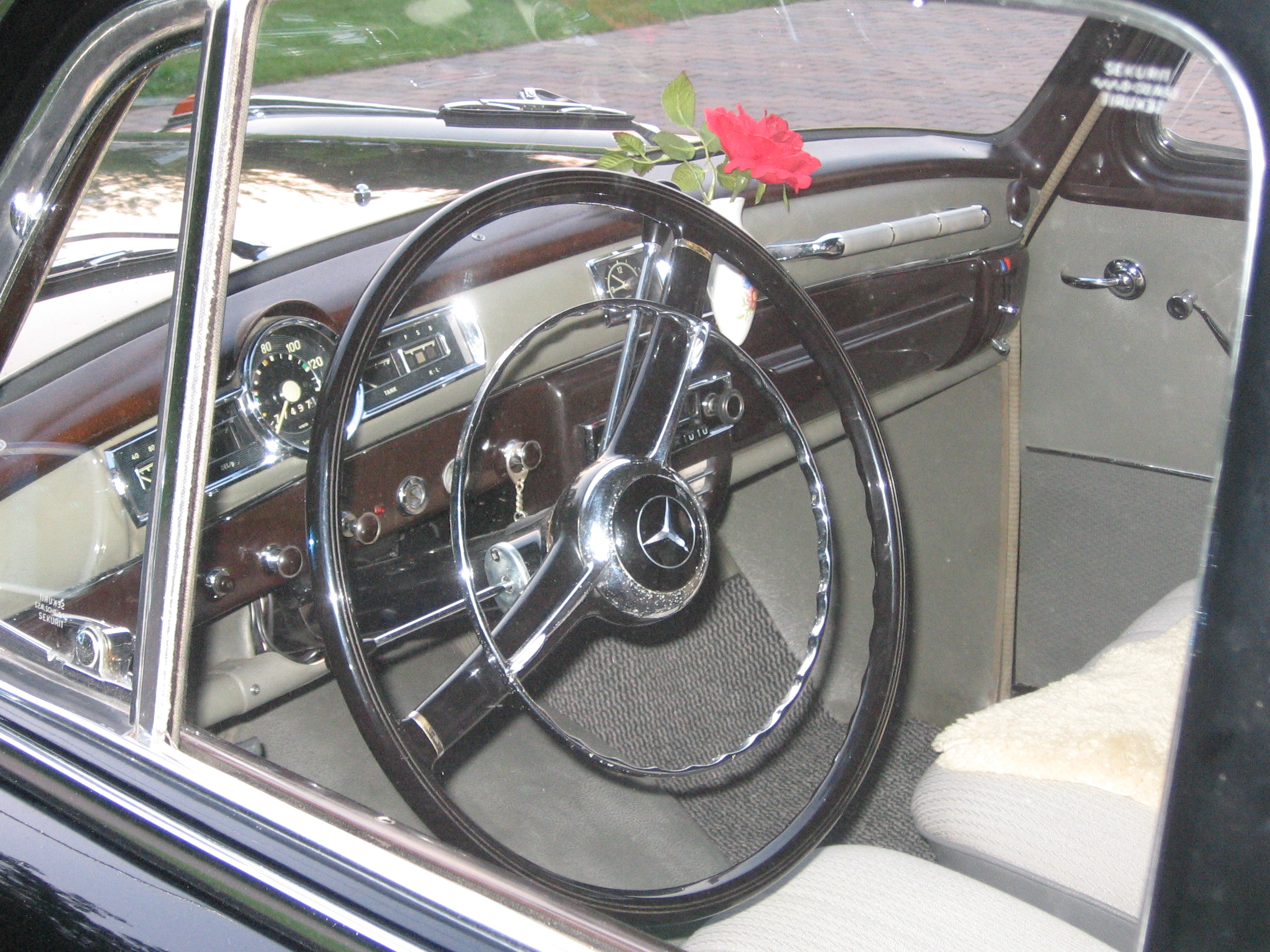
Mercedes 219 (W 105)

## Limuzina Mercedes-Benz 220 S ( W180 II )
Modelul 220S era, ca urmaș al modelului 220,  varianta “standard”, cu 6 cilindri, a seriei Ponton. A fost construit ca limuzină, între anii 1956 și 1959. Pentru a putea fi diferențiate mai târziu, noile modele Ponton erau denumite, neoficial, 220 Sa  iar modelul următor, din seria coadă de rândunică,  220 Sb.
Motorul M180 III, dotat cu două carburatoare, avea în prima versiune 74 KW ( 100 CP ), iar mai târziu 78 KW ( 106 CP ) și asigura o accelerare de la 0 la 100 km/h, a limuzinei de 1325 kg, în 16 secunde.  Prețul de 12.500 de mărci era identic cu cel al modelului anterior, 220.
Între nartie 1956 și august 1959 au fost construite 55.279 automobile, iar în anul 1994 mai erau înmatriculate în Germania, 493 de unități, lăsând la o parte modelele din colecții.

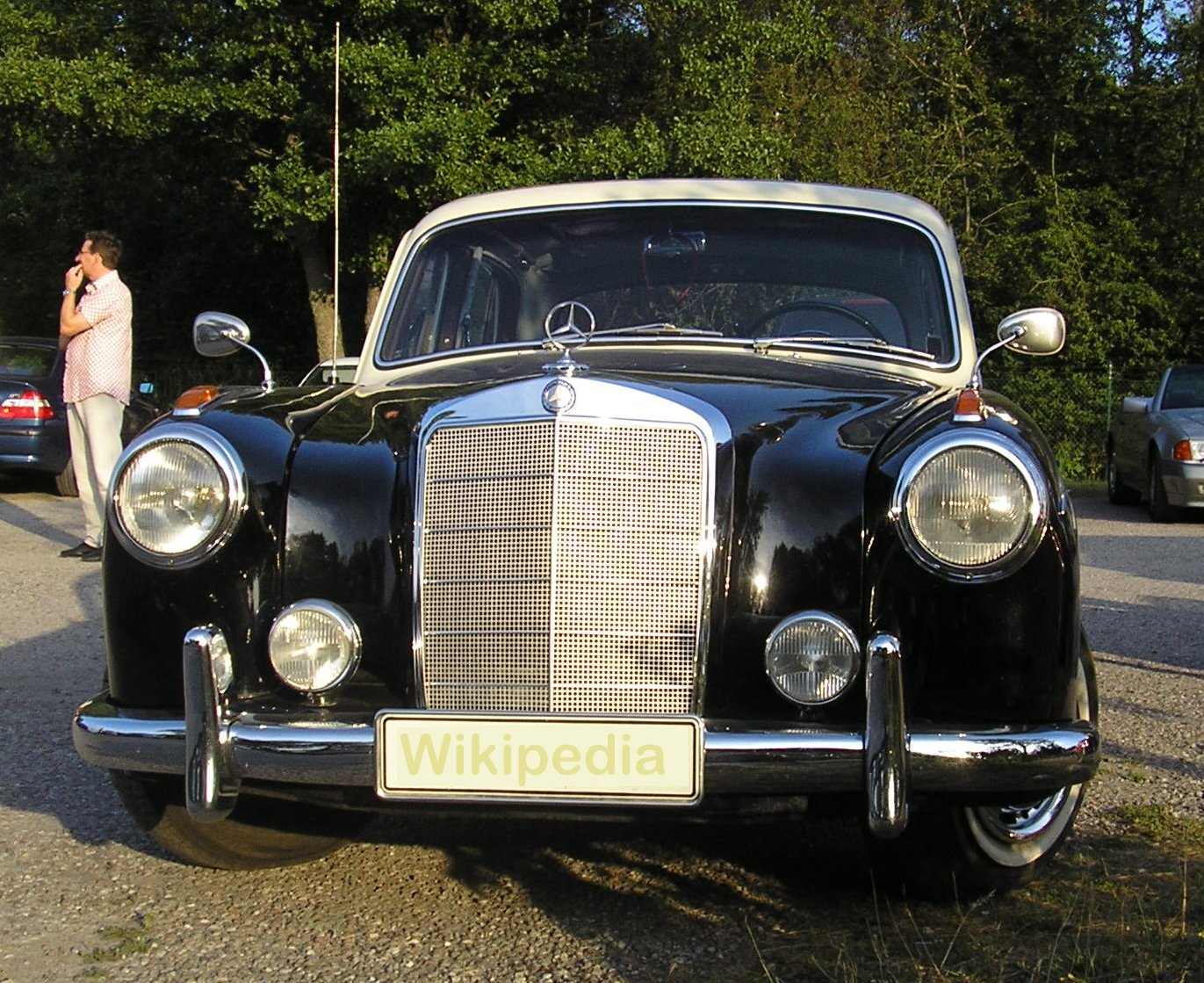
Mercedes 220 S 4D
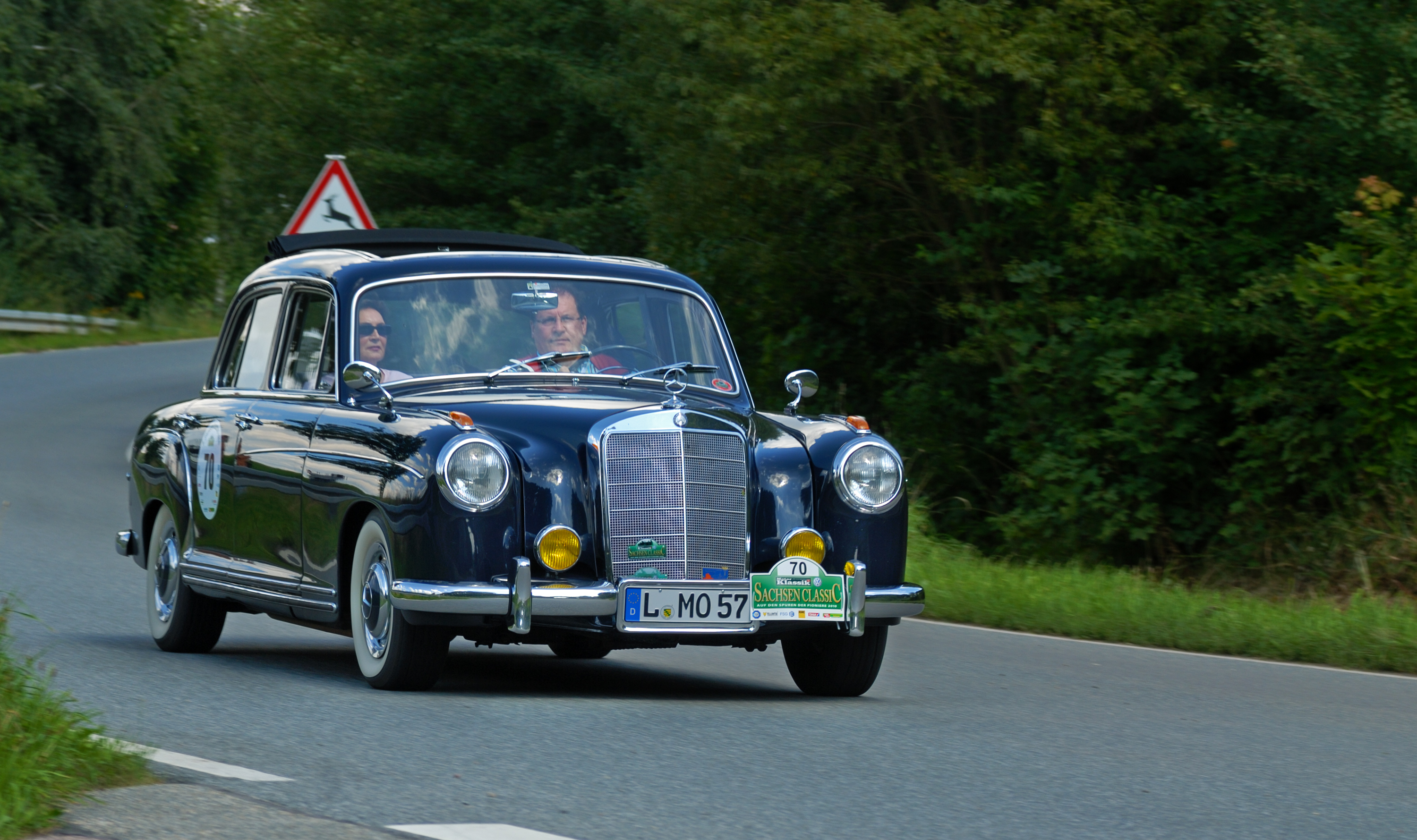
Mercedes 220 S din 1957

## Limuzina Mercedes-Benz 220 SE ( W128 )
Tehnologia injecției directe de benzină a fost folosita de Daimler-Benz încă din anii 1930, în motoare de avioane și mașini de curse, iar începând cu anul 1954 și-n modelul 300 SL.
În 1958 a apărut modelul 220 SE, dotat cu sistemul, mai simplu, de injecție  în conducta de admisie folosit deja în modelul 300 SC ( Adenauer ). Pompa de injecție, cu doua pistoane, antrenată de un mecanism cu came, injectează combustibilul în puntea de admisie, înaintea ventilelor de admisie, prin intermediul unui distribuitor triplu. 
Limuzinele, coupe-urile și decapotabilele 220 SE, sunt aproape identice cu modelul 220 S, având doar un motor diferit.
Motorul cu injecție, M127 dezvolta o putere de 85 kW ( 115 CP ). Performanțele mai bune și consumul mai scăzut ale modelului cu injecție trebuiau, totuși, plătite cu un plus de 1900 de mărci. Pentru alte 450 de mărci putea fi montat și sistemul de ambreiaj « Hydrak ».
Între octombrie 1958 și august 1959 au fost construite doar 1974 de automobile. În 1994, mai erau 102 unități înmatriculate în Germania.

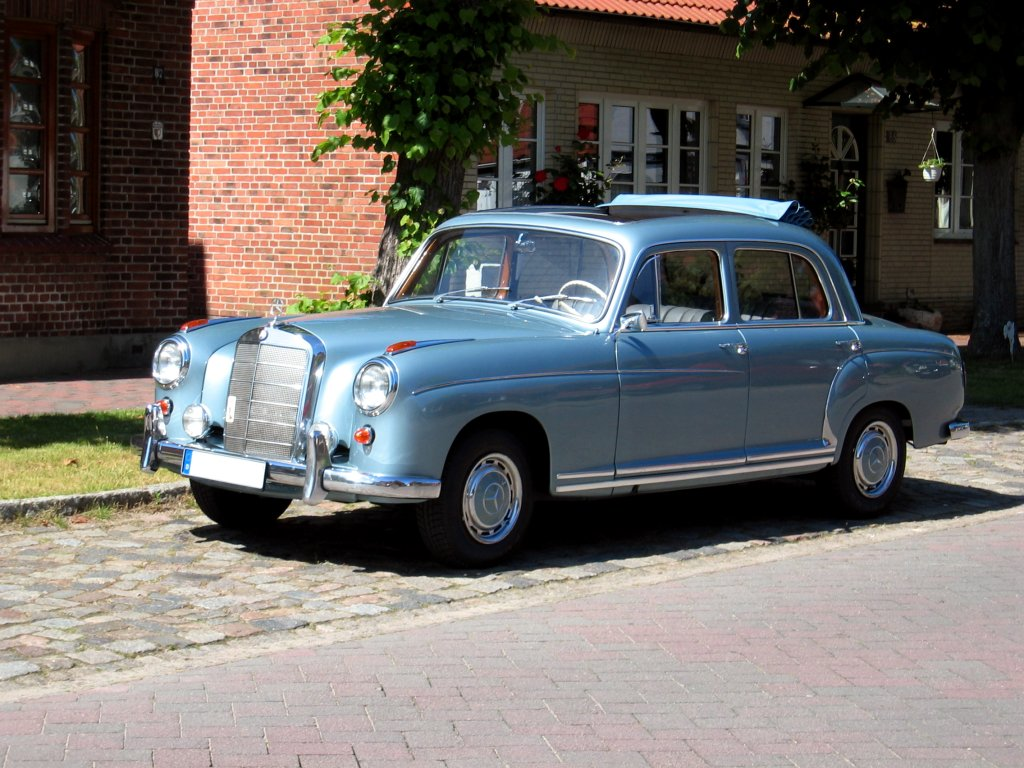
Mercedes-Benz 220 SE (W 128, An de fabricație 1959)
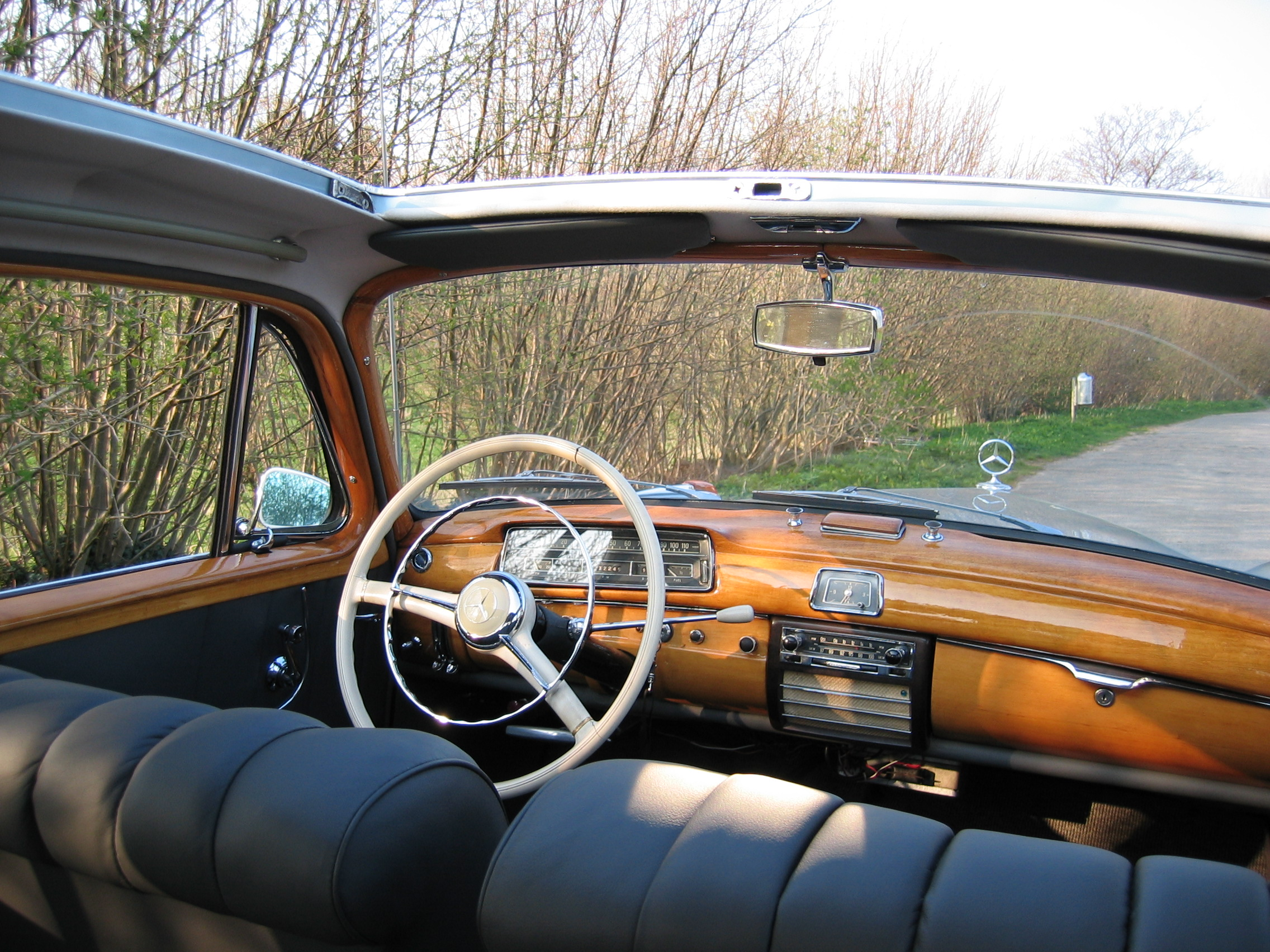
Interiorul unui Mercedes-Benz 220 SE (W 128, An de fabricație 1959)
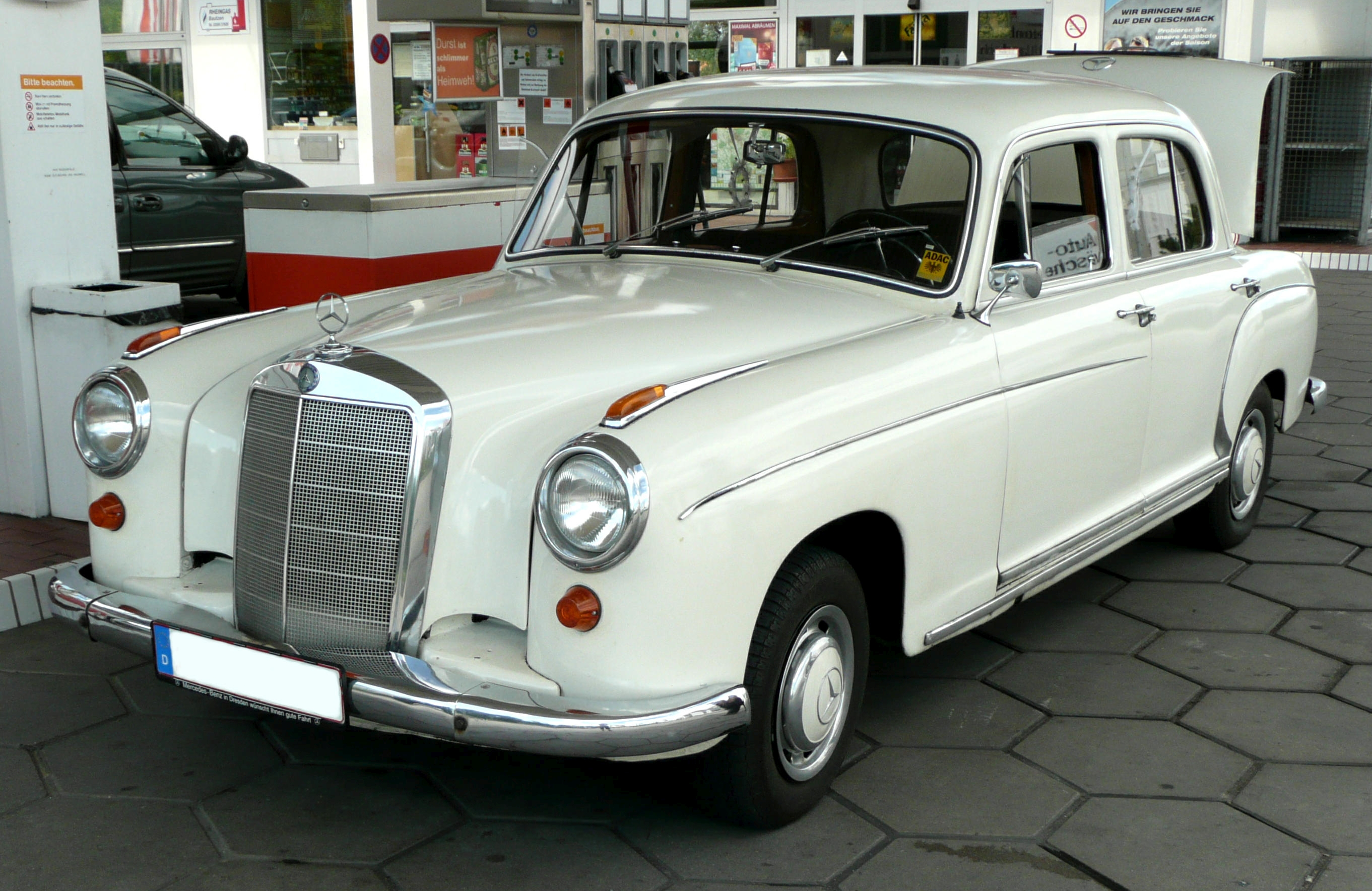
Mercedes-Benz 220 SE (W 128, An de fabricație 1958)
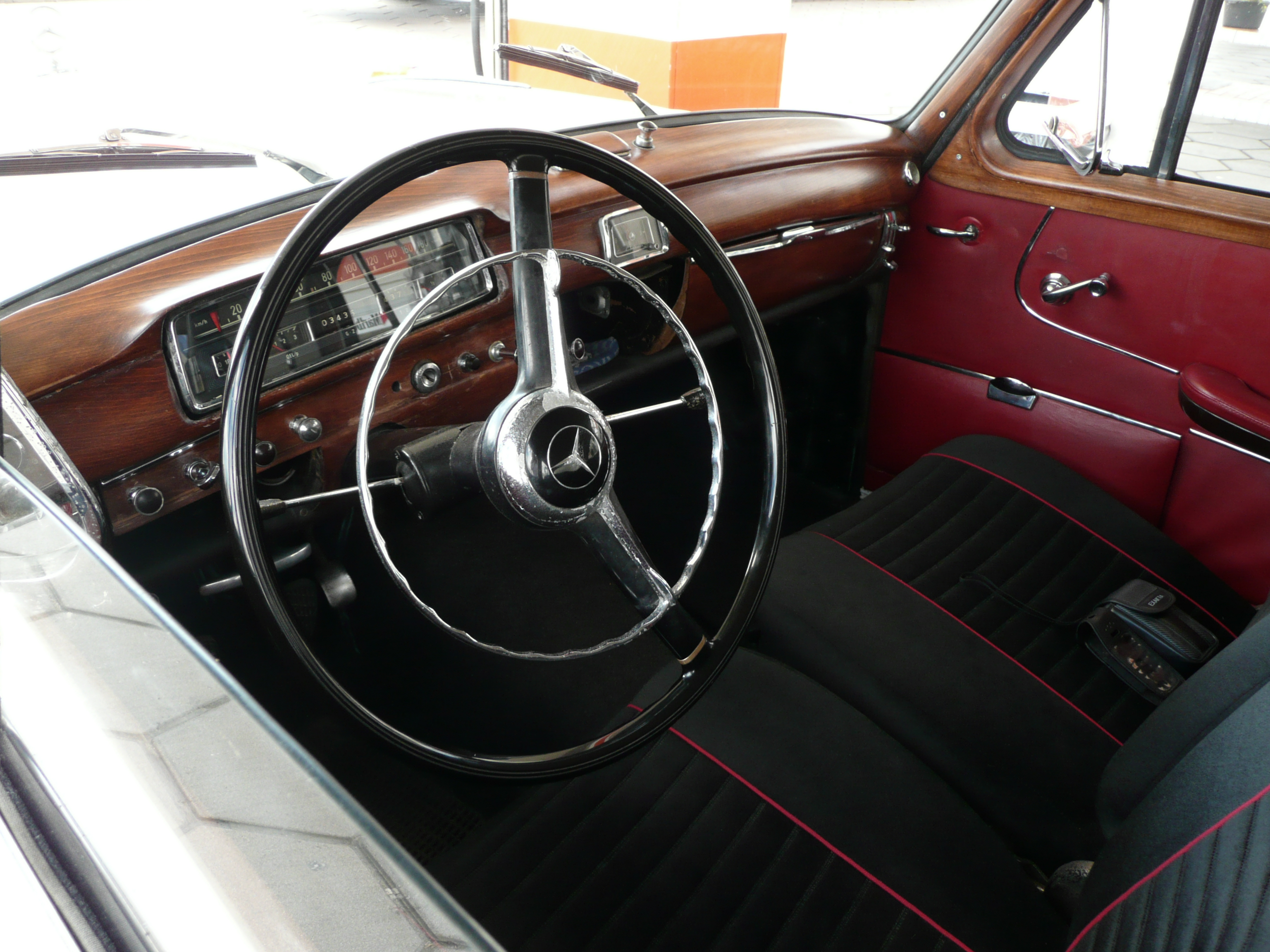
Interiorul unui Mercedes-Benz 220 SE (W 128, An de fabricație 1958)

## Mercedes-Benz 220 S/SE Coupe și Cabrio ( W180 II / W128 )
Modelul 220 S Cabrio a fost fabricat începând cu iulie 1956, iar modelul coupe a urmat trei luni mai târziu, fiind comercializat începând cu luna octombrie. Aceste două modele erau aproape identice, diferențiindu-se doar prin acoperiș. Ambele variante bazate pe limuzina 220 S ( W180 II ), aveau același preț de 21.500 de mărci germane.
În special fabricarea modelului Ponton-Cabrio poate fi caracterizată ca o operă inginerească, acesta fiind primul model decapotabil și cu caroserie autoportantă, produs de Daimler-Benz, și folosind o podea mai rigidă și mai grea, pentru a asigura rigiditatea caroseriei. De aceea, acest model, era cu 100 de kg mai greu față de limuzină, cu toate că avea un ampatament mai mic și doar două portiere.
Motorul de 74 kW ( 100 CP ) a fost preluat fără modificări. Interiorul era dotat cu un bord din lemn de esență nobilă, tapiserie din piele,încălzire și aerisire cu ventilator, precum și ceasuri de bord rotunde.
În august 1957 au fost prezentate variante îmbunătățite pentru aproape toate modelele de automobile de pasageri. Ambele modele au fost modificate decent, având o putere de 78 kW ( 106 CP ). Din exterior se putea vedea doar bara față modificată, și dispariția lămpii care ilumina numărul de înmatriculare în spate, care a fost ascunsă coarnele bării spate.
Începând din septembrie 1958 au fost oferite modelele coupe și cabrio, precum și limuzinele și sub denumirea 220 SE, cu motoare cu injecție directă.
În august 1959 au fost prezentate trei modele cu 6 cilindrii, complet noi, cu caroseria « Coada de rândunică » , din seria W111. Producția limuzinelor Ponton 219, 220 S și 220 SE a fost oprită în aceeași lună. Modelele coupe și cabrio au fost produse în continuare, dar doar în varianta 220 SE, cu injecție directă. Ultimele variante cu carburator au părăsit fabrica în octombrie 1959. Din august 1959 ambele modele au primit noul motor cu injecție, modificat pentru modelul 220 SEb, care, datorită punții de admisie drepte, și un ax cu came modificat, dezvolta 88 kW ( 120 CP ).
În noiembrie 1960 s-a terminat și producția modelelor cabrio și coupe 220 SE.  Ca urmași au fost prezentate, în februarie 1961, un Coupe nou, iar în august 1961 un nou model Cabrio. Modelele Ponton-Coupe sunt cele mai rare modele cu 2081 unități fabricate, din care 830 cu motor cu injecție directă.

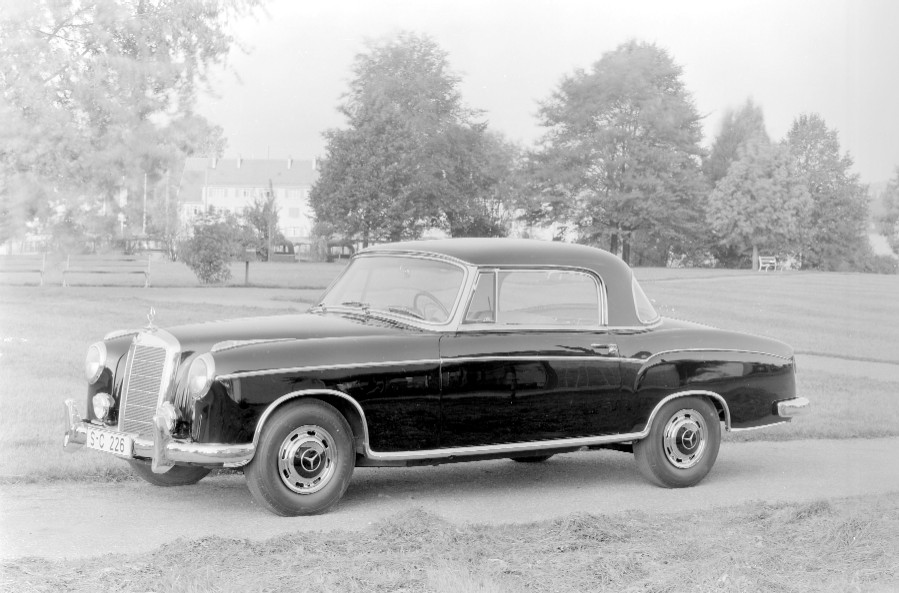
Mercedes 220 SE Coupé (W 128)
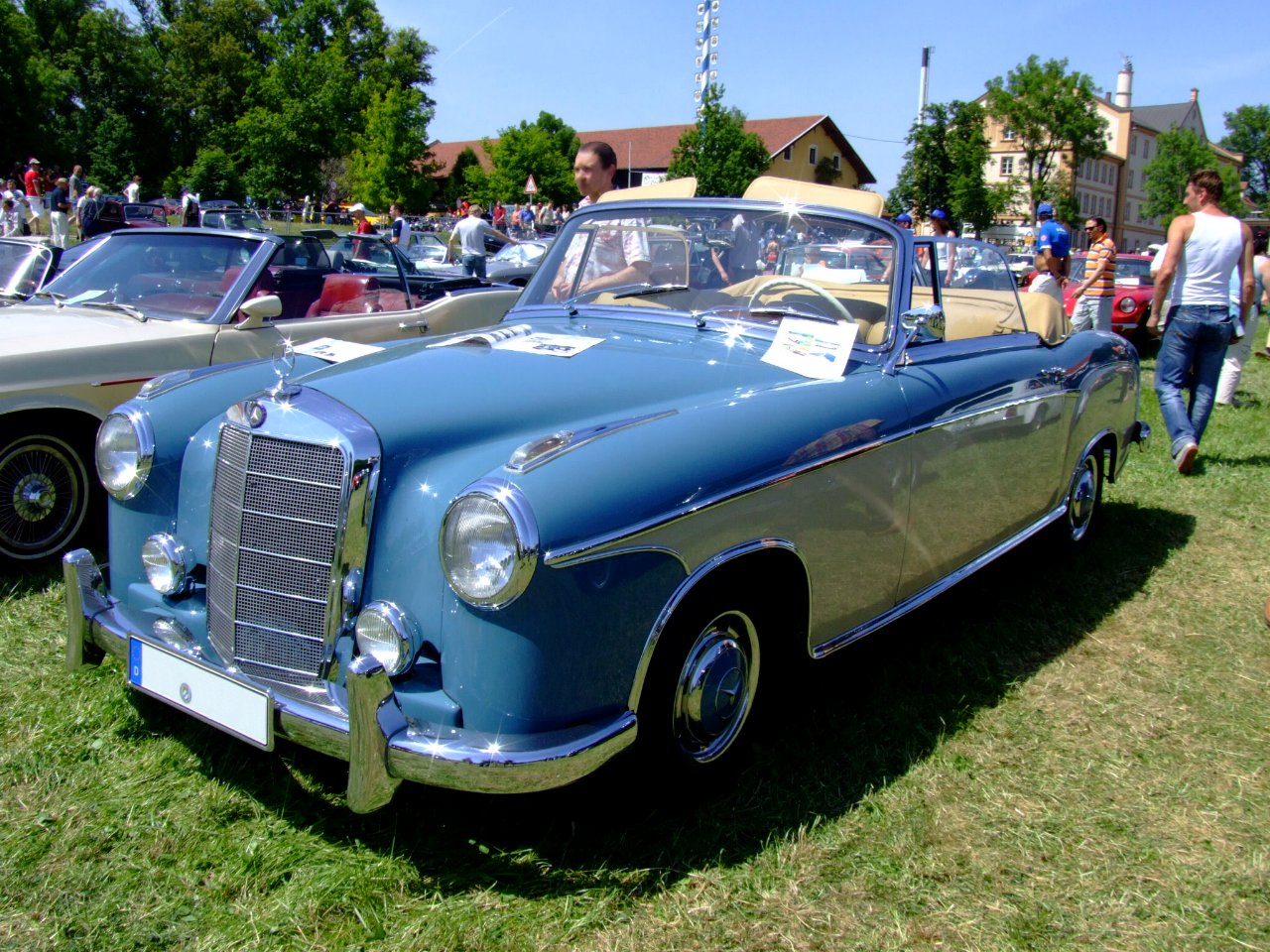
Mercedes 220 S Cabrio (W 180)
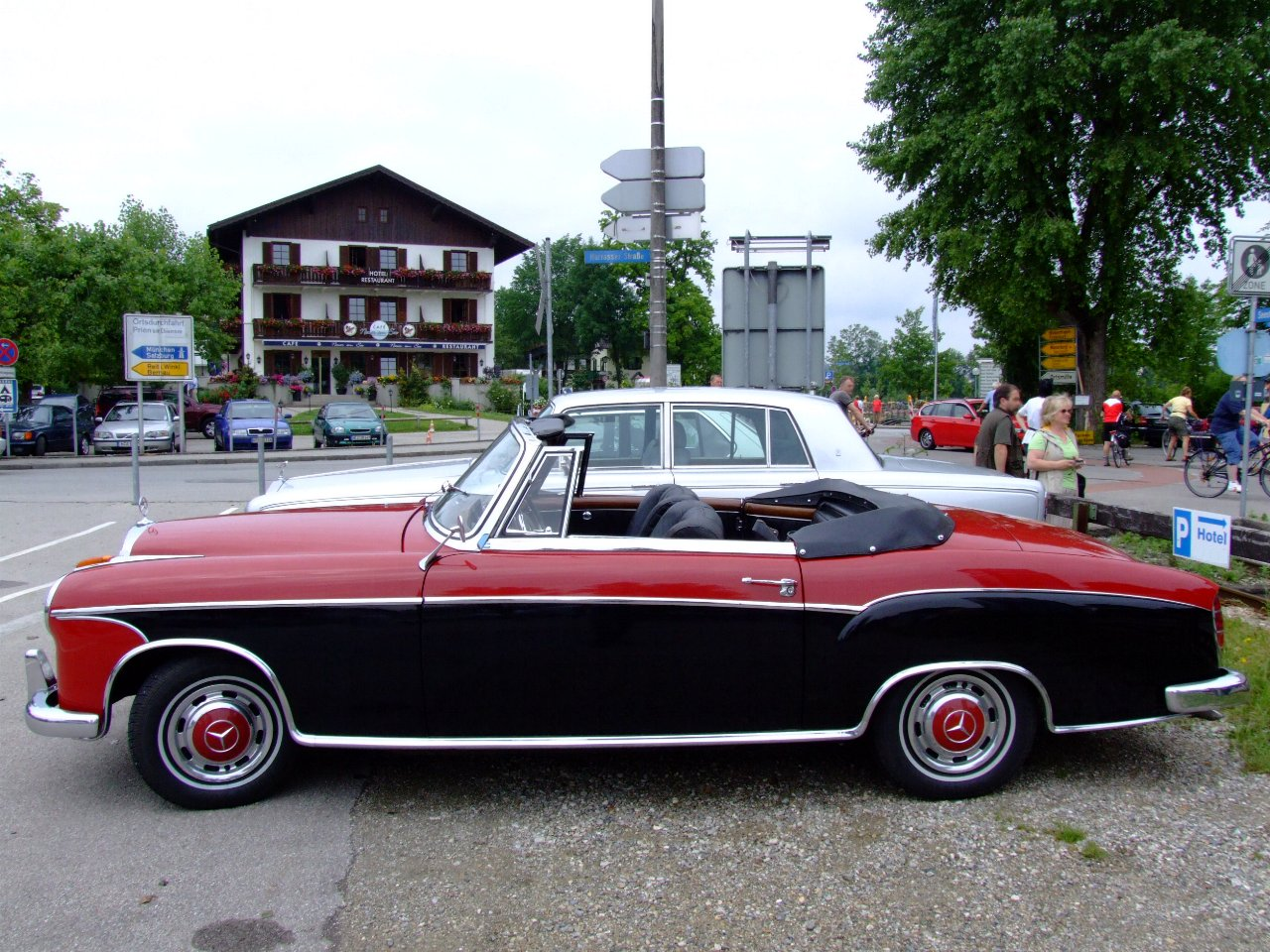
Mercedes 220 SE Cabriolet an fabricație 1959 (W 128)
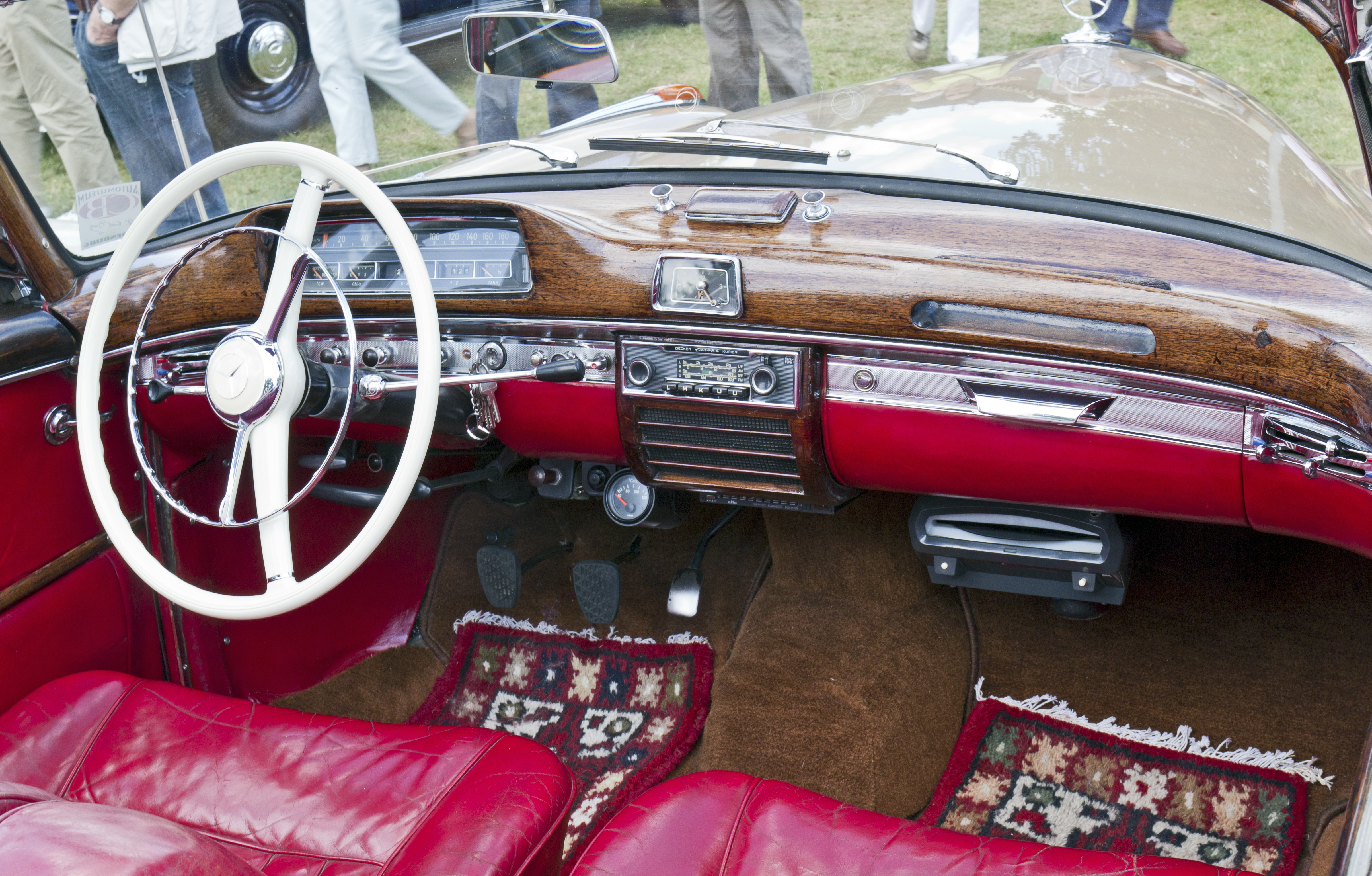
Interiorul unui Mercedes 220 S Cabriolet (W 128)

## Literatura
- Oldtimer MARKT, Heft 1/95,VF Verlagsgesellschaft Mainz